# Die Zerstörung Jerusalems durch Titus (Kaulbach)
Die Zerstörung Jerusalems durch Titus ist ein Historienbild von Wilhelm von Kaulbach. Es wurde 1846 mit Ölfarben auf Leinwand gemalt.
Das Kolossalgemälde ist in der Neuen Pinakothek in München ausgestellt, und zwar im Saal 13 (Inventar-Nr. WAF 403). Es hat eine Fläche von ca. 40 m². König Ludwig I. kaufte das Gemälde für die Bayerisch-königliche Gemäldegalerie in München. Der Preis in Höhe von 35.000 Gulden war damals eine Rekordsumme.

## Kunstgeschichtliche Einordnung
Das Bild ist dem neobarocken Stil zuzuordnen und gehört zu den Werken der Nazarener (akademische Malerei). Neben Kaulbach malten zeitgleich auch Piloty und Makart Historienbilder in München. Das Gemälde ist eines der Hauptwerke des Künstlers.

## Motiv
Geschichtlicher Hintergrund ist die Belagerung von Jerusalem (70 n. Chr.) und dessen Eroberung durch römische Truppen unter dem Feldherrn und späteren Kaiser Titus.
Daneben birgt das Bild auch religiöse Aussagen:
- Die Vertreibung der Juden (gemäß der Prophezeiung „2/3 werden ermordet, 1/3 zerstreut“), hier speziell aus der Heiligen Stadt im historischen Kontext
- Glorifizierung des Christentums und Geschichte des Christentums

Im Einzelnen wird abgebildet:
- Oben: Vier alttestamentliche Propheten, die den Untergang Jerusalems voraussagten (Jesaja, Jeremia, Ezechiel und Daniel  sitzen auf einer Wolke, dem Betrachter frontal zugewandt; die rechte Figur zeigt auf Titus hinunter)
- Rechts oben: Titus, Anführer der römischen Truppen, mit kleinem Triumphzug
- Rechts unten: Eine christliche Familie flüchtet aus der Stadt. Die Darstellung lehnt sich eng an den Typus Flucht nach Ägypten an. Die Familienmitglieder reiten teils auf Eseln. Der vordere Esel, auf dem eine Mutter mit zwei kleinen Kindern sitzt, frisst im Laufen eine Distel. Dahinter wandeln drei schützende Engel mit leuchtendem Kelch. Links daneben befinden sich drei jüdische Kinder, die kniend flehen, mitgenommen zu werden. Die Familie hält Palmenzweige, hier ein Symbol für Frieden (Abb.).
- Links unten mittig: Ein alter jüdischer Mann mit mosaischem Bart hütet einen Teil des geretteten Tempelschatzes mit einem Schwert.
- Links unten: Ahasveros (Verkörperung des „Ewigen Juden“) flüchtet und wird von drei Dämonen verfolgt (Abb.)
- Darüber: Eine Mutter schützt ihr Neugeborenes vor Kannibalen (analog zur Legende von Eusebius von Caesarea)
- Links oben: Der brennende Tempel von Jerusalem (zweite Zerstörung), höllengleich dargestellt.
- Mitte oben: Engel mit Ruten bzw. Flammenschwertern; weitere Engel mit Trompeten, eine Figur hält eine Standarte mit der Aufschrift S.P.Q.R. hoch.
- Mitte: Der Hohepriester begeht Suizid, daneben seine Frau, die ihn anfleht, sie vorher auch zu töten. Rechts daneben dessen Kinder (Abb.)

Kampfszenen sind nicht abgebildet, die Eroberung ist größtenteils vollzogen. Links des Opferaltars (mittig) sind noch einige jüdische Bürger, die sich verängstigt hinter Schilden verbergen. Zur Zeit der Entstehungsgeschichte war die Emanzipation des Judentums in Mitteleuropa aktuell, dies mag Anlass für die Entstehung gegeben haben.
Das Bild ist nahezu theatralisch anmutend.

## Bildaufbau
Das Gemälde ist rechteckig (breiter als hoch). Der Bildaufbau ist grob gesehen zweiteilig (links: Judentum und Juden, rechts: Christentum und christliche Familie).
Es handelt sich im Wesentlichen um mehrere Figurengruppen, von Jerusalem ist nur der Tempel oben links abgebildet. Der Sieger ist nur am Rande dargestellt.
Einige Bildbereiche sind thematisch dunkel oder hell gehalten. Ferner bestehen je nach Bildbereichsthema kalte und warme Kolorite. Die Szene zeigt allgemein Dunkelheit (Nacht bzw. Verdunkelung durch Rauch).
An den oberen Ecken (architektonischer Bogenrahmen) befanden sich ursprünglich Weissagungen in lateinischer Sprache. Diese wurden im Zweiten Weltkrieg zerstört. Stattdessen wurde dieser Bereich solide goldfarben übermalt.